# Burgruine Johannstein
Die Ruine der Burg Johannstein liegt bei Sparbach in Niederösterreich (Österreich) rund acht Kilometer westlich von Mödling auf etwa 450 m ü. A.
Wann die Höhenburg erbaut wurde, ist nicht gesichert. Ihre Bezeichnung erhielt sie erst als Ruine. Seit 1809 gehören ihre Ruine und der Sparbacher Tierpark der Familie Liechtenstein. In den Jahren 1995 bis 2000 erfolgte eine grundlegende Sicherung und Restaurierung des noch vorhandenen Mauerwerks.
Heute ist die Ruine fast völlig vom umliegenden Wald umschlossen. Der Zugang ist nur zu den Öffnungszeiten des Tierparks möglich.